# A Guerra da Beatriz
A Guerra da Beatriz (deutsch Der Krieg von Beatriz) ist der erste osttimoresische Spielfilm. Er erschien 2013.

## Handlung
Der Film orientiert sich an der Geschichte von Martin Guerre im Frankreich des 16. Jahrhunderts und versetzt sie in das Osttimor während der indonesischen Besatzung.
Beatriz und Tomas heiraten im September 1975 in einem kleinen Dorf im Zentrum Portugiesisch-Timors. Im Dezember marschieren indonesische Truppen in das Land ein, das sich kurz davor unter dem Namen Osttimor für unabhängig erklärt hatte. Das junge Ehepaar muss wie viele andere aus seinem Dorf in die Berge fliehen. 1979 werden sie von den Indonesiern gefangen und in das Dorf Kraras umgesiedelt.
1983 bekommt Beatriz einen Sohn. Kurz darauf kommt es zum Kraras-Massaker, bei dem die indonesischen Soldaten, als Vergeltung für den Angriff des osttimoresischen Widerstands, alle männlichen Einwohner ermorden wollen. Auch das Leben des Babys ist bedroht. Tomas wird von den Soldaten gefangen genommen und verschwindet. Beatriz kann ihn aber später nicht unter den 200 Toten finden.
1999 endet die indonesische Besatzung. Die Vereinten Nationen übernehmen die Verwaltung, um das Land drei Jahre später in die Unabhängigkeit zu entlassen. 16 Jahre nach seinem Verschwinden kehrt Tomas zu Beatriz zurück. Ihm war es gelungen, in die Berge zu fliehen, wo er sich dem Widerstand anschloss. Beatriz erkennt, dass sich ihr Mann sehr verändert hat. Er ist reifer, weiser, geselliger und liebevoller.

## Hintergründe
Der Film wurde mit einem Budget von 200.000 $ in Osttimor gedreht. Das Geld kam von den Filmemachern, Sponsoren und verschiedenen staatlichen Institutionen, wie Staatspräsident und Premierminister oder die Ministerien für Tourismus und Kultur. Originalsprache ist die Landessprache Tetum, der Titel ist aber auf Portugiesisch. Die Dreharbeiten dauerten nur acht Wochen, doch die Nachbearbeitungen benötigten drei Jahre.
Die Filmcrew bestand aus 30 Osttimoresen und vier Australiern. Die Verteidigungskräfte Osttimors stellten Ausrüstungsgegenstände, Waffen und Uniformen zur Verfügung sowie auch einige Schauspieler. So wird die Rolle des populären Widerstandskämpfers José dos Anjos von Tenente-Coronel Funu Lakan dargestellt.
Hauptdarstellerin Irim Tolentino begann ihre Schauspielkarriere bei der ersten einheimischen Theatergruppe Bibi Bulak. Sie spielte bereits im australischen Film Balibo (2009) und verschiedenen Theater- und Fernsehproduktionen mit. José da Costa hatte Rollen im australischen Fernsehzweiteiler Answered by Fire und in Balibo. Augusta, Eugenio und Doretea Soares sind Geschwister, Sandra da Costa ist ihre Cousine. Sie kommen alle aus der Theatergruppe Criansas Unidas. Osme Gonsalves ist ein bekannter Musiker, der auch bei Balibo und Bibi Bulak mitspielte. Funu Lakan ist ein ehemaliger Kommandant der Widerstandsbewegung FALINTIL und Soldat bei den Verteidigungskräften Osttimors. Einige der Statistenrollen wurden von Witwen des Kraras-Massakers gespielt.
Die Szene des Massakers in Kraras war eine der am schwierigsten zu filmenden. Für Bety Reis war es, als würde sich das Grauen der Vergangenheit vor ihren Augen abspielen. In einem der intensivsten Momente konnte sie nicht „Schnitt“ sagen. Als die Statisten spontan die FRETILIN-Hymne Foho Ramelau sangen, war das so im Drehbuch nicht vorgesehen. Die Überlebenden erinnerten sich, dass sie von den Mördern während der Massaker gezwungen wurden, das Lied zu singen.
Am 17. September 2013 fand die Premiere von A Guerra da Beatriz in der Landeshauptstadt Dili statt, wo er fünf Wochen im Kino lief. Innerhalb eines Monats wurde der Film landesweit in zahlreichen Open-Air-Vorstellungen vor 30.000 Zuschauern aufgeführt, da es nur in Dili ein richtiges Kino gibt. Insgesamt sahen den Film 100.000 Osttimoresen.

## Festivals

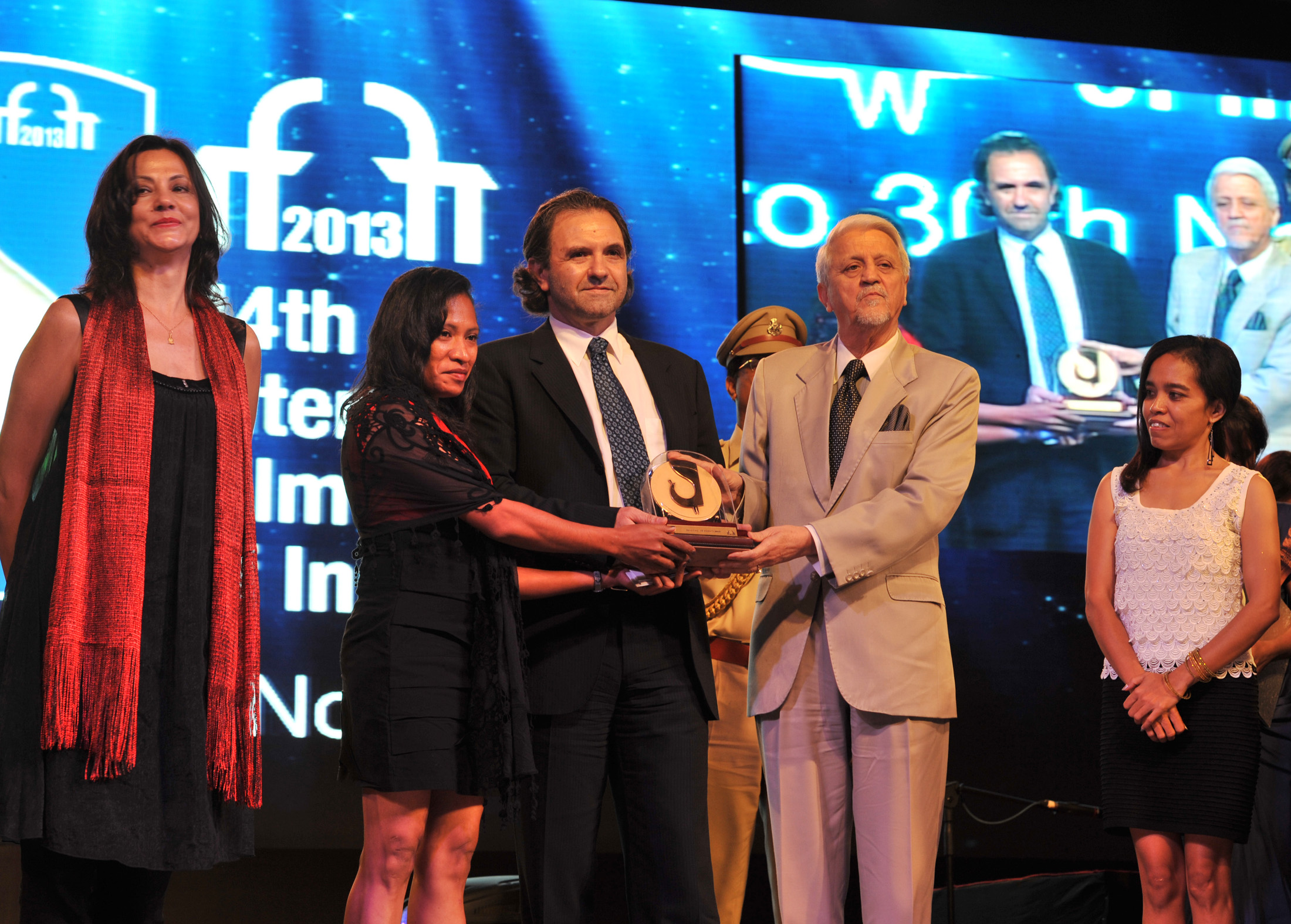
Überreichung des Golden Peacock an Bety Reis und Luigi Acquisito

Der Film nahm am Adelaide International Film Festival und International Film Festival of India teil, wo er als bester Film den Golden Peacock gewann.
Die Teilnahme beim Festival de Cinéma de Douarnenez in Frankreich, das sich 2014 mit Indonesien, Osttimor und Westpapua beschäftigte, wurde wieder abgesagt, nachdem Co-Regisseur Bety Reis von der französischen Botschaft in Jakarta ein Visum verweigert wurde. Auch wurden finanziellen Hilfen für die Reise eines Teils der Filmcrew nach Frankreich gestrichen. Laut dem Festivalsdirektor Yann Stéphant wurden vom französischen Außenministerium die gesamte Unterstützung für Gäste aus Indonesien und Osttimor gestrichen, weil sich unter den Gästen der in Großbritannien lebende Westpapua-Aktivist Benny Wenda befand. Stéphant vermutete, dass man Indonesien nicht verärgern wolle.

## Kritiken
Windu Jusuf der The Jakarta Post sieht Parallelen zwischen A Guerra da Beatriz und dem ersten algerischen Spielfilm, Schlacht um Algier von 1965. Nicht nur in der Handlung gäbe es Gemeinsamkeiten, beide Drehbücher sind von ehemaligen Guerilleros geschrieben, beim algerischen Film führte der politisch links stehende Italiener Gillo Pontecorvo Regie, auch der australischen Co-Regisseurin Bety Reis wird diese politische Ausrichtung nachgesagt und beide Filme wurden von den Regierungen der jungen Staaten massiv gefördert. Allerdings sei der osttimoresische Film weniger actiongeladen. Frauen würden hier als die „ultimativen Opfer von Besetzung und ihrem Langzeittrauma“ dargestellt. Jusuf weist aber darauf hin, dass Indonesien selbst eine koloniale Geschichte hatte und betont die anti-koloniale Haltung des Landes, trotz der das Land aber in Osttimor selbst zur Kolonialmacht wurde. Der Film zeigt die schlimmste Seite der Streitkräfte Indonesiens, jene eines „massenmordenden Unternehmens, dessen Invasion Timors vom Westen gestützt und unterstützt wurde, vor allem den USA und Australien.“ Indonesien würde sich noch immer schwer mit seiner Vergangenheit tun. Die Aufführung des australischen Films Balibo von 2009 über die Balibo Five, wurde auf einem Festival noch verhindert. A Guerra da Beatriz wurde immerhin in Jakarta zweimal vor einigen Dutzend Menschen gezeigt, ohne dass es zu Protesten kam. Schließlich fragt Jusuf, was es für einen Franzosen bedeutet, die Schlacht um Algier zu sehen oder für einen Amerikaner der Season of the Whirlwind (Mùa gió chướng) oder für einen Niederländer Darah dan Doa. Vor der Invasion Timos stellten die Indonesier als ehemalige Kolonie diese Frage. Nun hätten sie das Privileg selbst zu fragen: „Was bedeutet es ein Indonesier zu sein, nachdem man A Guerra da Beatriz gesehen hat?“
Manuela Leong Pereira, Direktorin von ACbit, nutzte den Film bei ihrer Arbeit zur Aufarbeitung der Gewalt gegen Frauen in der Besatzungszeit als Türöffner. Nach Vorführungen in den Dörfern kamen Frauen und erzählten von ihren Erlebnissen. Das Unrecht, das Frauen widerfuhr, wurde nun als solches anerkannt. Jüngeren Mitgliedern der Regierung wurde durch den Film erstmals die Situation der weiblichen Opfer bewusst, während bei älteren die Erinnerung geweckt wurde. Die Thematik wurde ins Bewusstsein gerückt.